# Izbori za Europski parlament 2013.
Izbori za Europski parlament 2013. bili su prvi izbori za predstavnike Hrvatske u Europskom parlamentu, održani 14. travnja 2013. godine. Hrvatska je birala ukupno 12 predstavnika, čime je povećan sadašnji broj zastupnika u Parlamentu sa 754 na 766. Izbori za zastupnike u Europskom parlamentu u svim zemljama Europske unije u pravilu se održavaju svakih pet godina, koliko traje zastupnički mandat. Glasači neposrednim glasovanjem biraju zastupnike Europskoga parlamenta. Prvi europski izbori u Hrvatskoj održali su se 14. travnja 2013. godine, prije hrvatskoga pristupanja EU 1. srpnja. Zastupnicima koji tada budu izabrani u Europski parlament, mandat će umjesto pet godina trajati godinu dana, jer se idući europski izbori trebaju održati 2014. godine. Na ukupno 6696 biračkih mjesta, od kojih 82 izvan granica, u 51 državi svijeta, glasačko pravo do 19 sati mogao je ostvariti 3 740 951 birač. Cijela je Hrvatska bila jedna izborna jedinica, a glasači su odlučivali između 28 lista i 336 kandidata. Prosječna starost kandidata bila je 46 godina, a bilo je 60 % muškaraca. Na izborima za Europarlament prvi put je uz liste bilo moguće zaokruživanje i imena pojedinog kandidata s odabrane liste, tzv. preferencijsko glasovanje.
Ovi izbori pokazali su nepreciznost izbornih anketa provedenih u Hrvatskoj, te je nakon najava o vodstvu Kukuriku koalicije zajednička lista HDZ-HSP AS-BUZ ipak s 32,86 % glasova osvojila 6 mjesta, SDP-HNS-HSU s 32,07 % glasova 5 mjesta, HL s 5,77 % glasova jedno mjesto.
Iz redova SDP-a u Europski parlament za zastupnike su izabrani Marino Baldini, Biljana Borzan, Sandra Petrović Jakovina, Tonino Picula i Oleg Valjalo. HDZ-ovi zastupnici u Europskom parlamentu postali su Zdravka Bušić, Andrej Plenković, Davor Ivo Stier, Dubravka Šuica i Ivana Maletić. S liste koju je predvodio HDZ, izabrana je predsjednica HSP-a dr. Ante Starčević. Iz redova Hrvatskih laburista izabran je Nikola Vuljanić.
SDP-ovi zastupnici su se u Europskom parlamentu pridružili Klubu zastupnika Progresivnog saveza socijalista i demokrata u Europskom parlamentu, a HDZ-ovi Klubu zastupnika Europske pučke stranke. Ruža Tomašić iz HSP-a dr. Ante Starčević postala je članicom Kluba europskih konzervativaca i reformista, a Nikola Vuljanić iz Hrvatskih laburista se pridružio Konfederalnom klubu zastupnika Ujedinjene europske ljevice i Nordijske zelene ljevice.

## Stranke
| Broj | Kratica             | Puni naziv |
| ---- | ------------------- | --- |
| 1    | ABECEDA             | Abeceda demokracije |
| 2    | AMD                 | Agenda mladih demokrata |
| 3    | AM                  | Akcija mladih |
| 4    | ASH DSŽ SP SUH      | Akcija socijaldemokrata Hrvatske Demokratska stranka žena Savez za promjene Stranka umirovljenika Hrvatske - Blok umirovljenici zajedno |
| 5    | ABH JEDINO HRVATSKA | Akcija za bolju Hrvatsku Jedino Hrvatska – Pokret za Hrvatsku                                                                           |
| 6    | A-HSS               | Autohtona - Hrvatska seljačka stranka                                                                                                   |
| 7    | A-HSP               | Autohtona – Hrvatska stranka prava |
| 8    | DC                  | Demokratski centar |
| 9    | GLAS RAZUMA MS      | Glas razuma Međimurska stranka |
| 10   | HRAST               | Hrast - Pokret za uspješnu Hrvatsku (Hrvatski rast - Pokret za uspješnu Hrvatsku)                                                       |
| 11   | HČSP                | Hrvatska čista stranka prava |
| 12   | HDZ HSP AS BUZ      | Hrvatska demokratska zajednica Hrvatska stranka prava dr. Ante Starčević Blok umirovljenici zajedno                                     |
| 13   | HRS                 | Hrvatska radnička stranka |
| 14   | HSS HSLS            | Hrvatska seljačka stranka Hrvatska socijalno-liberalna stranka                                                                          |
| 15   | HSP                 | Hrvatska stranka prava |
| 16   | HDSSB HDSSD ZH      | Hrvatski demokratski savez Slavonije i Baranje Hrvatski demokratski slobodarski savez Dalmacije Zeleni Hrvatske (Zeleni HR)             |
| 17   | HL                  | Hrvatski laburisti – Stranka rada |
| 18   | KLGB-IJ             | Kandidacijska lista grupe birača - Ivan Jakovčić                                                                                        |
| 19   | NS NSS              | Naša stranka Nova srpska stranka |
| 20   | NSH                 | Nezavisni seljaci Hrvatske |
| 21   | OS                  | Obiteljska stranka |
| 22   | PS                  | Piratska stranka |
| 23   | PZMH                | Pokret za modernu Hrvatsku |
| 24   | SDP HNS HSU         | Socijaldemokratska partija Hrvatske Hrvatska narodna stranka – liberalni demokrati Hrvatska stranka umirovljenika                       |
| 25   | SRP                 | Socijalistička radnička partija Hrvatske                                                                                                |
| 26   | SU                  | Stranka umirovljenika |
| 27   | ZNL                 | Zagrebačka nezavisna lista |
| 28   | ZZ                  | Zeleni Zajedno |

## Kandidati stranaka
| 1: ABECEDA | 2: AMD | 3: AM | 4: ASH - DSŽ - SP - SUH |
| --- | --- | --- | --- |
| 1. Mirko Makaus 2. Gordana Popović 3. Maja Vujanić 4. Renata Vrdoljak 5. Ivan Cvetković 6. Slavko Mandekić 7. Mira Horvat 8. Samir Mučoli 9. Vladimir Konečny 10. Sandra Bonifačić Baričević 11. Oliver Pavić 12. Dorotea Pavletić | 1. Vedran Vidmar 2. Igor Kindij 3. Zoran Pavlović 4. Ana Šivak 5. Irena Bošković 6. Vjekoslav Bošković 7. Boris Čubrić 8. Antonio Barnjak 9. Mirna Lekić 10. Valerija Kasumović 11. Klementina Bašković 12. Aleksandar Zemunik | 1. Mario Lozančić 2. Robert Kurelić 3. Mandica Vranjić 4. Mario Marolin 5. Mia Masnjak 6. Tomislav Mamić 7. Ivana Griparić 8. Tomislav Lesinger 9. Branka Janjić 10. Ivana Malarić 11. Ilija Pašalić 12. Lada Crnobori | 1. Ivan Pernar 2. Zlatko Klarić 3. Marija Jelinčić 4. Danica Sardelić 5. Laura Olujić 6. Snježana Novak 7. Emil-Franjo Markanović 8. Vladimira Palfi 9. Sanja Juriša 10. Damir Trnačić 11. Dušan Cvetanović 12. Zahir Kurbašić |

| 5: ABH - JEDINO HRVATSKA | 6: A-HSS | 7: A-HSP | 8: DC |
| --- | --- | --- | --- |
| 1. Marjan Bošnjak 2. Mario Slaviček 3. Neđeljka Batinović 4. Slaven Šuba 5. Igor Jelčić 6. Mladen Panjako 7. Anđela Salapić 8. Jurica Štelma 9. Ivan Pepić 10. Antun Lauc 11. Igor Kovač 12. Željko Cvrtila | 1. Branko Borković 2. Bruno Langer 3. Gordana Radić 4. Marin Vidić 5. Petar Mikloš Weisz 6. Sanja Kumpar 7. Jasenko Stipac 8. Alen Fućak 9. Rajka Rigler-Kunović 10. Tomislav Čepelja 11. Ariana Petrić 12. Alojz Horvat | 1. Dražen Keleminec 2. Petar Vučić 3. Miroslav Starček 4. Ivanka Polić 5. Mladen Schwartz 6. Neno Doždor 7. Šime Tolić 8. Milan Bingula 9. Rudolf Forko 10. Mladen Šepić 11. Feliks Šauli 12. Denis Šešelj | 1. Slobodan Lang 2. Aida Cvjetković 3. Vida Demarin 4. Darko Dovranić 5. Joško Juvančić 6. Vjera Katalinić 7. Dragan Milanović 8. Branko Pek 9. Danijel Rehak 10. Tibor Santo 11. Ina Vukić 12. Petar Bašić |

| 9: GLAS RAZUMA - MS | 10: HRAST | 11: HČSP | 12: HDZ - HSP AS - BUZ |
| --- | --- | --- | --- |
| 1. Srećko Sladoljev 2. Đula Rušinović-Sunara 3. Lidija Gajski 4. Ivan Rude 5. Aleksandar Soltyšik 6. Nikola Duper 7. Aida Jukić 8. Milan Perkovac 9. Dubravka Finka 10. Ratko Martinović 11. Tanja Popović Filipović 12. Sonja Jadreško | 1. Ladislav Ilčić 2. Krešimir Miletić 3. Ivan Poljaković 4. Ivica Grković 5. Hrvoje Hitrec 6. Marcela Šperanda 7. Kuzma Kovačić 8. Pero Vučica 9. Carla Konta 10. Hrvoje Šlezak 11. Jelena Ćorić Mudrovčić 12. Dživo Brčić | 1. Tomislav Sunić 2. Krešimir Mihajlović 3. Jasenka Haleuš 4. Ksenija Musa 5. Ivan Lozo 6. Dražen Pehar 7. Mate Bekavac 8. Ivan Pavić 9. Daria Lončarević 10. Marin Perković 11. Dinko Putnik 12. Zlatko Šram | 1. Dubravka Šuica 2. Andrej Plenković 3. Davor Ivo Stier 4. Ivana Maletić 5. Zdravka Bušić 6. Ruža Tomašić 7. Željana Zovko 8. Kristijan Tušek 9. Antun Krševan Dujmović 10. Zdravko Krmek 11. Ivan Bubić 12. Milivoj Špika |

| 13: HRS | 14: HSS - HSLS | 15: HSP | 16: HDSSB - HDSSD - ZH |
| --- | --- | --- | --- |
| 1. Mladen Novosel 2. Vanja Babić Žagar 3. Ivona Katuša 4. Romina Đidara 5. Katica Babić 6. Dragan Momčilović 7. Franjo Markulinčić 8. Željko Šantek 9. Neven Velić 10. Tomislav Jurić 11. Danijel Findrik 12. Ivan Brleković | 1. Miroslav Rožić 2. Goran Bandov 3. Ružica Vukovac 4. Ivana Pukšec 5. Ljubomir Majdandžić 6. Renata Šeperić Petak 7. Ivan Božikov 8. Marija Kukić 9. Diana Pečkaj Vuković 10. Nevenka Cigrovski 11. Nela Kovačević 12. Slobodan Mikac | 1. Daniel Srb 2. Ilijana Vrbat Pejić 3. Pejo Trgovčević 4. Berislav Gržanić 5. Pero Kovačević 6. Dean Girotto 7. Mira Antić 8. Antun Kljenak 9. Ivana Gudić 10. Paul Cota 11. Ivana Gudić 12. Frano Vranjković | 1. Stjepan Ribić 2. Boris Antunović 3. Boro Grubišić 4. Hrvoje Tomasović 5. Zdravko Peko 6. Slavica Jelinić 7. Marija Mamić 8. Marina Kovač Jurković 9. Borko Baraban 10. Tamara Palčić 11. Ivan Sambunjak 12. Dražen Đurović |

| 17: HL | 18: KLGB-IJ | 19: NS - NSS | 20: NSH |
| --- | --- | --- | --- |
| 1. Nikola Vuljanić 2. Marita Brčić 3. Stipe Drmić 4. Dina Domijan 5. Damir Hršak 6. Drago Čulina 7. Đulijano Grum 8. Silvija Dološić 9. William Negri 10. Zdenka Brebrić 11. Marija Schubert 12. Aljana Kovačić | 1. Ivan Jakovčić 2. Nela Sršen 3. Vlasta Piližota 4. Nikola Ivaniš 5. Darko Lorencin 6. Nikola Lunić 7. Giovanni Cernogoraz 8. Snježana Abramović Milković 9. Marija Đurin 10. Tomislav Goll 11. Viviana Benussi 12. Nataša Plišić | 1. Jovan Ajduković 2. Slavko Mirnić 3. Svetislav Lađarević 4. Dragan Todić 5. Milenko Živković 6. Ljiljana Sremac 7. Ljubomir Ajduković 8. Ratko Mrđa 9. Petko Tomić 10. Đorđe Maksimović 11. Srđan Vasiljević 12. Bojan Erić | 1. Mato Mlinarić 2. Vesna Vrankić 3. Tomo Ostojić 4. Azra Kovačić 5. Dubravka Mavrin 6. Antun Ištvanović 7. Lucija Biljaka 8. Antun Furjan 9. Robertina Čuhnil 10. Marica Čičak 11. Vesna Nježić 12. Vladimir Novotny |

| 21: OS | 22: PS | 23: PZMH | 24: SDP - HNS - HSU |
| --- | --- | --- | --- |
| 1. Katarina Tonković Pigac 2. Dušan Bešlić 3. Krešimir Štetić 4. Anđa Ćurić-Slunjski 5. Marina Sabljić 6. Josip Tomičić 7. Tomislav Jurić 8. Zlatko Gregov 9. Nikola Roca 10. Goran Perić 11. Marija Studen 12. Dražen Dujmović | 1. Maša Utković 2. Ivan Voras 3. Miroslav Ambruš-Kiš 4. Goran Kauzlarić 5. Ivan Ožvatić 6. Sonja Papeš 7. Marko Sučić 8. Dario Vidović 9. Marko Doko 10. Juraj Fleiss 11. Hrvoje Jegjud 12. Bojan Kopitar | 1. Ante Roso 2. Sandra Bršec Rolih 3. Radovan Smokvina 4. Claudia Čović 5. Sulejman Tabaković 6. Darko Petričić 7. Sonja Vlahek 8. Jozo Čabraja 9. Željko Popović 10. Pašk Kačinari 11. Jurica Ilić 12. Damir Gašparović | 1. Tonino Picula 2. Biljana Borzan 3. Marino Baldini 4. Oleg Valjalo 5. Sandra Petrović Jakovina 6. Jozo Radoš 7. Marija Ilić 8. Sabina Glasovac 9. Vedrana Gujić 10. Ivica Lukanović 11. Melita Mulić 12. Snježana Španjol |

| 25: SRP | 26: SU | 27: ZNL | 28: ZZ |
| --- | --- | --- | --- |
| 1. Boris Bogdanić 2. Vladimir Kapuralin 3. Ivan Vlainić 4. Jasna Tkalec 5. Lidija Čulo 6. Davor Rakić 7. Vesna Nikolić-Grgaš 8. Dragica Lovreković 9. Dalibor Vidović 10. Vlado Bušić 11. Vanja Vojvodić 12. Danijel Pikutić | 1. Mira Čokić 2. Žarko Delač 3. Gorana Medvidović 4. Jaroslav Masarini 5. Katica Grgić 6. Stefan Novak 7. Branka Malnar 8. Mirko Bijelonjić 9. Lidija Stiplošek 10. Ivica Glavaš 11. Nataša Mihić 12. Ivan Pintur | 1. Dijana Kobas Dešković 2. Mario Obradović 3. Ana-Marija Kulušić 4. Janko Ivaniš 5. Ivana Grčić 6. Mateo Gulam 7. Iva Bionda Vranaričić 8. Nikola Brebrić 9. Ksenija Datković 10. Marko Matoic 11. Marija Šušenj 12. Damir Grgić | 1. Toni Vidan 2. Aleksandra Starčević 3. Bojana Genov-Matunci 4. Mladen Kordić 5. Renata Vranyczany Azinović 6. Zlatko Burić 7. Vera Petrinjak-Šimek 8. Zoran Ferić 9. Svjetlana Lugar 10. Toni Gabrić 11. Ivana Babić 12. Vladimir Lay |

## Rezultati
Glasovanju je od ukupno 3 748 815 birača pristupilo (prema glasačkim listićima) 780 980 što čini 20,83 % birača. Važećih glasačkih listića bilo je 741 408 odnosno 94,93 %. Nevažećih je bilo 39 572 glasačkih listića, odnosno 5,07 %.
| stranka                                                | glasova   | %     | mjesta |
| ------------------------------------------------------ | --------- | ----- | ------ |
| HDZ – HSP AS – BUZ                                     | 243 654   | 32,86 | 6      |
| SDP – HNS – HSU                                        | 237 778   | 32,07 | 5      |
| Hrvatski laburisti – Stranka rada                      | 42 750    | 5,77  | 1      |
| HSS – HSLS                                             | 28 646    | 3,86  | 0      |
| Kandidacijska lista grupe birača – Ivan Jakovčić       | 28 445    | 3,84  | 0      |
| HDSSB – HDSSD                                          | 22 328    | 3,01  | 0      |
| Hrast – Pokret za uspješnu Hrvatsku                    | 18 893    | 2,55  | 0      |
| Akcija mladih                                          | 11 068    | 1,49  | 0      |
| Stranka umirovljenika                                  | 10 947    | 1,48  | 0      |
| Hrvatska stranka prava                                 | 10 317    | 1,39  | 0      |
| Zeleni Zajedno                                         | 8599      | 1,16  | 0      |
| Piratska stranka                                       | 8345      | 1,13  | 0      |
| Autohtona - Hrvatska seljačka stranka                  | 6785      | 0,92  | 0      |
| ASH – DSŽ – SP – SUH                                   | 6391      | 0,86  | 0      |
| Demokratski centar                                     | 5413      | 0,73  | 0      |
| Hrvatska čista stranka prava                           | 5238      | 0,71  | 0      |
| Glas razuma – Međimurska stranka                       | 4939      | 0,67  | 0      |
| Abeceda demokracije                                    | 4878      | 0,66  | 0      |
| ABH – Jedino Hrvatska – Pokret za Hrvatsku             | 4531      | 0,61  | 0      |
| Obiteljska stranka                                     | 4391      | 0,59  | 0      |
| Hrvatska radnička stranka                              | 3946      | 0,53  | 0      |
| NS – NSS                                               | 3933      | 0,53  | 0      |
| Pokret za uspješnu Hrvatsku                            | 3885      | 0,52  | 0      |
| Agenda mladih demokrata                                | 3667      | 0,49  | 0      |
| Nezavisni seljaci Hrvatske                             | 3646      | 0,49  | 0      |
| Socijalistička radnička partija Hrvatske               | 3538      | 0,48  | 0      |
| Autohtona – Hrvatska stranka prava                     | 2350      | 0,32  | 0      |
| Zagrebačka nezavisna lista                             | 2107      | 0,28  | 0      |
| nevažećih listića                                      | 39 572    | 5,07  | –      |
| ukupno                                                 | 780 980   | 100   | 12     |
| prijavljeno glasača/glasovalo                          | 3 748 815 | 20,83 | –      |
| Izvor: Državno izborno povjerenstvo Republike Hrvatske |           |       |        |

Kao predstavnici Hrvatske u Europski parlament izabrani su: Ruža Tomašić, Andrej Plenković, Dubravka Šuica, Davor Ivo Stier, Ivana Maletić, Zdravka Bušić (HDZ, HSP AS, BUZ); Tonino Picula, Biljana Borzan, Marino Baldini, Oleg Valjalo, Sandra Petrović Jakovina (SDP, HNS, HSU); Nikola Vuljanić (Hrvatski laburisti). Lista HDZ, HSP AS, BUZ imala je troje kandidata koji su skupili više od 10 %  glasova dotične liste (Ruža Tomašić 26,58 %,  Andrej Plenković 15,41 % i Dubravka Šuica 12,92 %). Na ostalim listama koje su izabrane sličan učinak polučili su Tonino Picula (47,34 %) i Nikola Vuljanić (15 %), kao pokazatelji preferencijskoga glasovanja.

## Vanjske poveznice
- Izbori.hr Rezultati